# إدوين كونينغهام (دبلوماسي)
إدوين كونينغهام (بالإنجليزية: Edwin Cunningham) هو دبلوماسي أمريكي، ولد في 6 يوليو 1868، وتوفي في 20 يناير 1953.